# Californian spangled
Le Californian Spangled est une race de chat originaire des États-Unis. Ce chat en voie de disparition est caractérisé par sa robe spotted tabby faisant penser à celle du léopard.

## Origines
Paul Casey, un scénariste américain créa la race dans le courant de 1970. Il rentrait juste d'un voyage en Afrique et voulut un chat ressemblant à un petit léopard. Il pensait également que les gens renonceraient à porter des vêtements de fourrure ne voulant pas avoir sur le dos la peau de leur propre animal.
Pour cela il croisa de nombreuses races de chats dont des Abyssins, Siamois, American shorthair, British shorthair ainsi que des chats errants égyptiens et asiatiques. Il fallut 11 générations pour obtenir le modèle voulu et c'est donc en 1986 que la race fut réellement lancée.
Cette race reste extrêmement rare car la concurrence de l'Ocicat et du Bengal, également au look sauvage et beaucoup plus populaires ont freiné son développement.

## Standard
Il ressemble à première vue à un petit léopard. C'est un chat longiligne, bien musclé. Une absence de tonicité musculaire est éliminatoire en championnat. Les pattes sont d'une longueur moyenne avec des muscles puissants et une ossature bien présente. Au bout, les pieds sont grands et ronds avec des doigts proéminents. La queue est longue et d'une épaisseur égale de la base à son extrémité.
Sa tête est de taille moyenne, arrondie, avec un front légèrement bombé et le stop du nez très légèrement marqué. Les pommettes sont saillantes et la mâchoire ainsi que le museau bien développés. Le museau est bien développé avec un menton charnu. Les yeux sont de taille moyenne à grande et en forme d'amande. Ils doivent être bien ouverts et placés en oblique. Toutes les couleurs sont autorisées à condition qu'elle soit accordée à celle de la robe. Les oreilles sont de taille moyenne mais plutôt courtes. Le bout est arrondi et la base large.
La fourrure est courte à l'exception du ventre et de la queue où les poils s'allongent légèrement. Le seul patron autorisé est le spotted tabby, tout autre motif est éliminatoire. Les tâches peuvent être de forme rondes, triangulaires ou carrées mais doivent être bien séparées. Elles ne sont présentes que sur les côtés du corps et le dos. De fines rayures descendent de la tête jusqu'aux épaules. Les pattes et la queue sont également rayées.
Toutes les couleurs sont acceptées sauf le lila, le chocolat et leurs dérivés ainsi que les robes colourpoint qui sont le signe d'un apport extérieur à la race.
Aucun mariage avec une autre race n'est autorisé.

## Caractère
Le california spangled serait un chat vif, énergique mais très affectueux. Il serait de plus un bon chasseur mais en s'adaptant quand même à la vie en appartement. On dit également qu'il aime voir tout ce qui se passe et partager sa vie avec ses propriétaires avec qui il adore jouer. Ces traits de caractère restent toutefois parfaitement individuels et sont fonction de l'histoire de chaque chat.

### Sources
- (en) Cet article est partiellement ou en totalité issu de l’article de Wikipédia en anglais intitulé « California Spangled » (voir la liste des auteurs).